# Eupropacris coeruleus
Eupropacris coeruleus is een rechtvleugelig insect uit de familie veldsprinkhanen (Acrididae). De wetenschappelijke naam van deze soort is voor het eerst geldig gepubliceerd in 1770 door Drury.